# Angustinaripterini
De Angustinaripterini zijn een groep pterosauriërs die behoren tot de Rhamphorhynchidae.
De Rhamphorhynchinae worden meestal gezien als de zustergroep van de Scaphognathinae. Hun interne verwantschappen zijn echter onzeker.
In 2014 vond Andres in een kladistische analyse een stamboom waarin de Rhamphorhynchinae verdeeld zijn in de Rhamphorhynchini en de Angustinaripterini. Hij definieerde de Angustinaripterini als groep omvattende Angustinaripterus longicephalus He et al. 1983 en alle soorten nauwer verwant aan Angustinaripterus dan aan Rhamphorhynchus muensteri Goldfuss 1831.
Volgens Andres omvat de groep behalve Angustinaripterus zelf ook Sericipterus, Harpactognathus en Qinglongopterus. Het gaat om kleine tot middelgrote vormen uit het late Jura. Een ander mogelijk lid is de in 2022 benoemde Dearc.